# Guanabarabukten
Guanabarabukten (portugisiska: Baía de Guanabara) är en vik i Brasilien. Den ligger i delstaten Rio de Janeiro, i den sydöstra delen av landet, 900 km sydost om huvudstaden Brasília. Arean är 412 kvadratkilometer.

## Beskrivning och användning
Den är den näst största havsbukten i Brasilien, efter Allhelgonaviken i nordöst. Guanabarabukten har ett relativt smalt inlopp, omgivet av städer – Rio de Janeiro på den västra sidan och Niterói på den östra.
Rio de Janeiros båda flygplatser ligger i anslutning till bukten. Den äldre Santos Dumont-flygplatsen ligger på en udde i sydöstra delen av staden, nära  inloppet till bukten och mittemot Niterói, medan den nyare Rio de Janeiro-Galeãos internationella flygplats är belägen på en ö längre in i bukten.
Norr om inloppet löper den 13,3 km långa Rio–Niterói-bron tvärs över bukten. Bron, som invigdes 1974, är den längsta bron i spännarmerad betong på södra halvklotet. Den är en bilbro och har fyra körbanor i varje riktning; dagligen passerar cirka 140 000 fordon över bron.

## Miljöproblem
På senare år har den lagunliknande Guanabarabukten uppmärksammats på grund av olika miljöproblem. Stränderna runt bukten har påverkats kraftigt att skogsskövling och de växande städerna. Större delen av staden Rio de Janeiros avloppsvatten rinner ut i bukten orenat.
Flera projekt har dragits igång för att försöka lösa miljöproblem i och i anslutning till Guanabarabukten. Det som meddelades sommaren 2015 hade som mål att lösa problemen till år 2030.
Guanabarabukten är 2016 spelplats för seglingstävlingar under årets sommar-OS. De höga bakteriehalterna medför vissa risker för sjukdom vid ett oavsiktligt dopp i buktens vatten.

## Bildgalleri

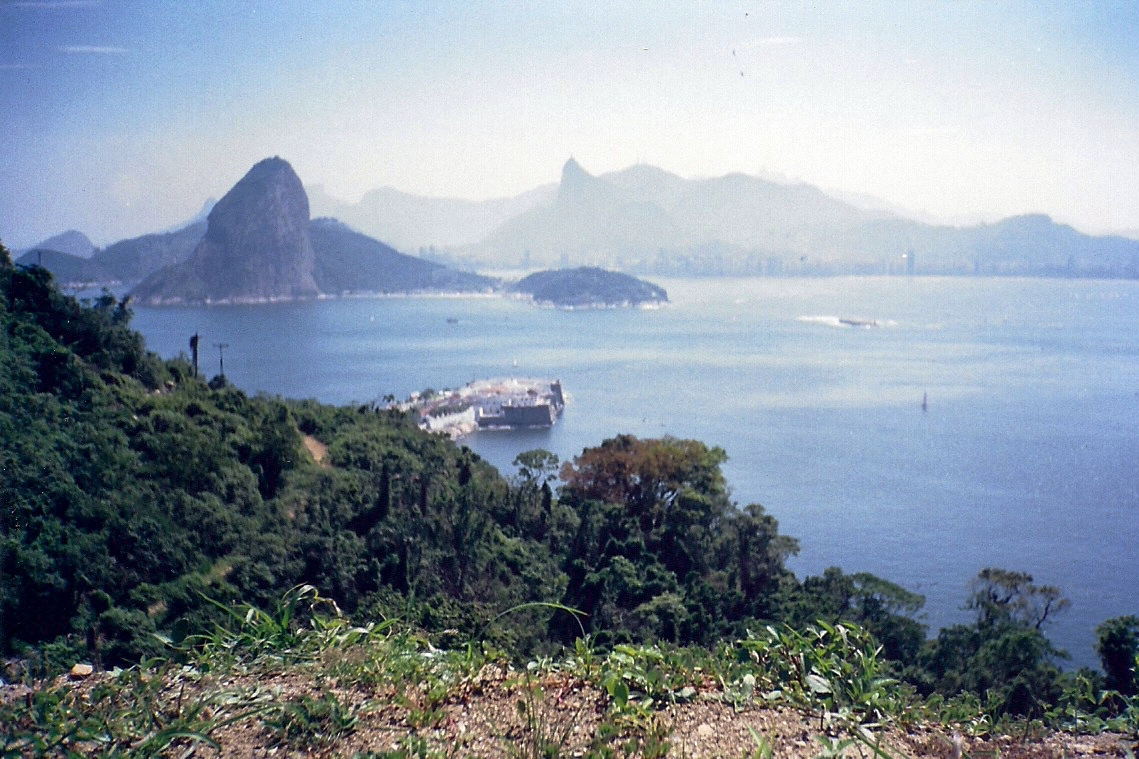
Vy över inloppet till bukten, i riktning mot Rio de Janeiro.
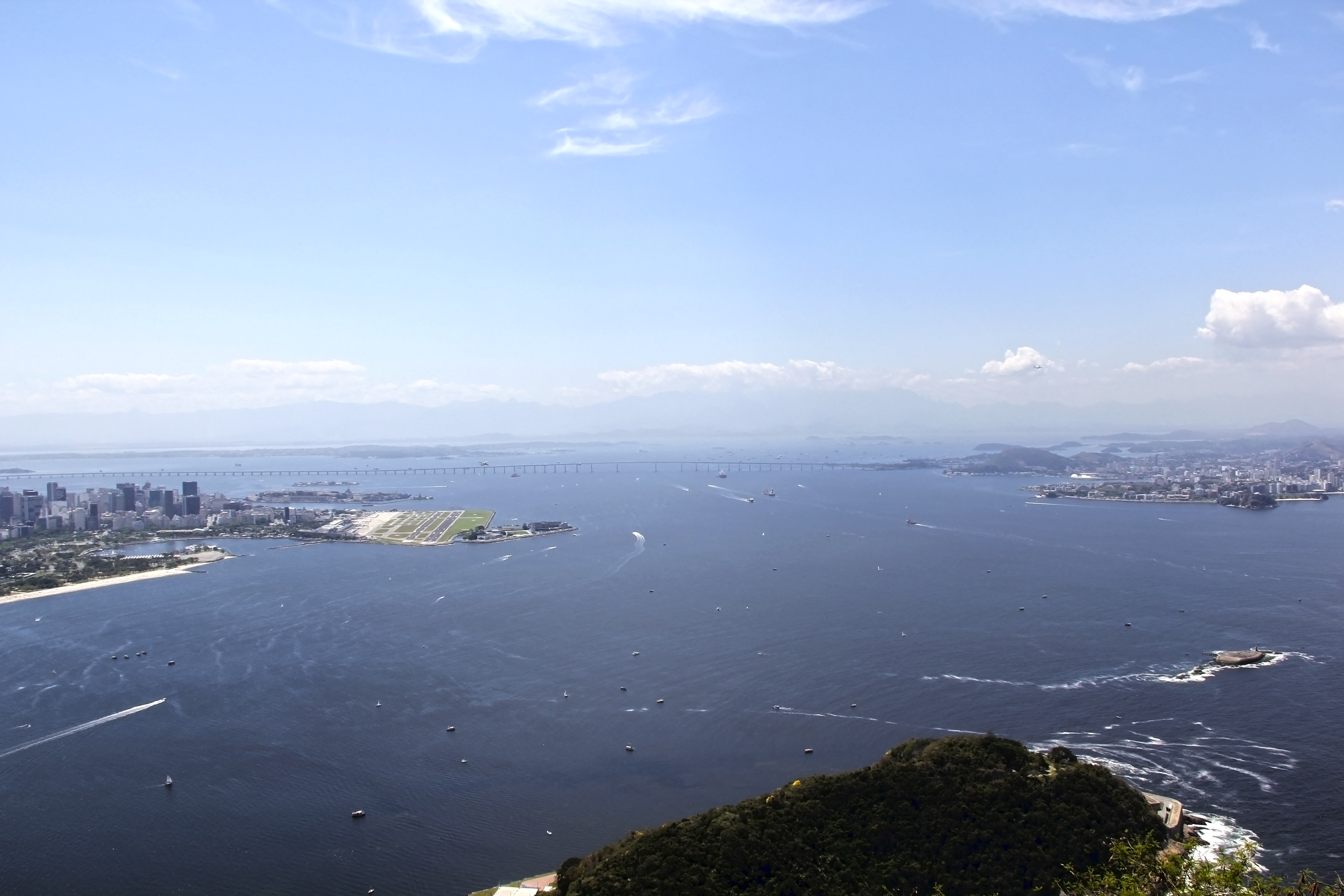
Vy mot norr, från Sockertoppen vid inloppet till bukten.